# Anaptomecus
Anaptomecus is een geslacht van spinnen uit de  familie van de Sparassidae (jachtkrabspinnen).

## Soorten
- Anaptomecus levyi Jäger, Rheims & Labarque, 2009
- Anaptomecus longiventris Simon, 1903
- Anaptomecus temii Jäger, Rheims & Labarque, 2009